# Норийский ярус
| система                                                                          | отдел     | ярус        | Ниж. граница, млн лет |
| -------------------------------------------------------------------------------- | --------- | ----------- | --------------------- |
| Юра                                                                              | Нижняя    | Геттангский | 201,4 ±0,2            |
| Триас                                                                            | Верхний   | Рэтский     | ~205,7                |
| Триас                                                                            | Верхний   | Норийский   | ~227,3                |
| Триас                                                                            | Верхний   | Карнийский  | ~237                  |
| Триас                                                                            | Средний   | Ладинский   | 241,464 ±0,28         |
| Триас                                                                            | Средний   | Анизийский  | 246,7                 |
| Триас                                                                            | Нижний    | Оленёкский  | 249,9                 |
| Триас                                                                            | Нижний    | Индский     | 251,902 ±0,024        |
| Пермь                                                                            | Лопинский | Чансинский  | больше                |
| Деление и золотые гвозди в соответствии с IUGS по состоянию на декабрь 2024 года |           |             |                       |

Норийский ярус (норий) — стратиграфическое подразделение, средний ярус верхнего отдела триасовой системы мезозойской эратемы. Соответствует норийскому веку, продолжавшемуся примерно от ~227,3 до ~205,7 млн лет назад.
Отложения норийского яруса подстилаются породами карнийского яруса триасового периода мезозоя, перекрываются отложениями рэтского яруса триасового периода мезозоя.
Впервые выделен австрийским геологом Иоганном Аугустом Георгом Эдмундом Мойсисовичем фон Мойшваром в 1869 году. Название получил от горного хребта Норийские Альпы в Австрии.  В основе названия - лат. Noricum, рус. Норик, римская провинция на территориях современной восточной Австрии и Словении.